# Ryan Broyles
Ryan Broyles (Norman, 9 aprile 1988) è un ex giocatore di football americano statunitense che ha giocato nel ruolo di wide receiver per i Detroit Lions della National Football League (NFL). Fu scelto nel corso del secondo giro (59º assoluto) del Draft NFL 2012 dai Lions. Al college ha giocato a football ad Oklahoma.

## Carriera professionistica

### Detroit Lions
Il 27 aprile 2012, Broyles fu scelto nel corso del second ogiro del Draft NFL 2012 dai Detroit Lions. Debuttò come professionista nella settimana 3 contro i Tennessee Titans senza ricevere alcun passaggio. Ryan segnò il suo primo touchdown nella settimana 7 contro i Chicago Bears e ancora la domenica successiva contro i Seattle Seahawks. La sua stagione da rookie si concluse con 310 yard ricevute e 2 touchdown.

## Statistiche
| Partite totali         | 21  |
| Partite da titolare    | 6   |
| Yard ricevute          | 420 |
| Touchdown su ricezione | 2   |

Statistiche aggiornate alla stagione 2014